# Chamaepentas graniticola
Chamaepentas graniticola är en måreväxtart som först beskrevs av Eileen Adelaide Bruce, och fick sitt nu gällande namn av Jesper Kårehed och Birgitta Bremer. Chamaepentas graniticola ingår i släktet Chamaepentas och familjen måreväxter.
Artens utbredningsområde är Tanzania. Inga underarter finns listade i Catalogue of Life.